# 完蛋！我被美女包围了！
《完蛋！我被美女包围了！》是由中国大陆游戏开发商intiny制作发售的电影交互式的恋爱游戏，在2023年10月18日上线Steam和Epic游戏商城，并在2024年8月登陆PlayStation4/5、Xbox One、Xbox Series X|S、Switch及移动平台。在游戏中，玩家扮演创业失败的男主人公顾易，与多位由真人演员扮演的女主人公开展恋爱关系，并在她们之间周旋。该作品由钟晨瑶、王姿允、余冰慧、邹佳佳等领衔主演。

## 游戏系统
本作的游戏系统与美少女遊戲及视觉小说保持一致。玩家观看真人演员录制的影片，并在关键对话选项中做出选择，推进剧情发展，进入不同的剧情分支，并最终抵达游戏的十二种结局之一。在游戏中，玩家扮演游戏的男主角顾易，负债累累、样貌未知，但被一众性格各异的美女相伴，与她们发展亲密关系。

## 人物
| 角色   | 演员   | 角色描述                                                 |
| ------ | ------ | -------------------------------------------------------- |
| 郑梓妍 | 钟晨瑶 | 魅惑魔女，杂志编辑，第一章首次登场                       |
| 李云思 | 王姿允 | 知性姐姐，高岭之花，策展人，第一章首次登场               |
| 肖鹿   | 邹佳佳 | 清纯女生，林中小鹿，实习生，第一章首次登场               |
| 沈彗星 | 余冰慧 | 刁蛮大小姐，富家千金，男主人公的青梅竹马，第三章首次登场 |
| 林乐清 | 王星辰 | 性感辣妈，单身母亲，会计，第四章首次登场                 |
| 钟甄   | 董琦   | 冷艳总裁会计事务所合伙人，第五章首次登场                 |
| 老六   | 郑旭东 | 义气好哥们，房产中介，第一章首次登场                     |
| 夏天   | 郭馨钰 | 运动员，dlc"房间里的心跳"登场                            |
| 陈赛   | 湛佳明 | 老师，dlc"房间里的心跳"登场                              |
| 颜佳宁 | 刘德熙 | 理工科博士，dlc"房间里的心跳"登场                        |

## 评价与影响
本作在Steam登陆后即刻爆红，推出后即时购买数一度成为Steam中国区第一名、全球前十名。游戏的销量则根据估算口径不同而有所差异，从12万到80万不等。游戏的热度在哔哩哔哩、抖音等视频平台也很高，同名抖音话题累计播放超13亿次。参演本作六位女主角的女演员也随即受到广泛追捧，其中一位在抖音的追踪者数量在一周内增加了近三倍，超过百万。
本作更多地受到了金融界的关注，金融机构替游戏媒体为本作做出了普遍正面的评价。财联社总结多家证券研究机构的分析，指出本作成功的原因可以归结于取材贴近生活、使用真人互动、满足玩家需求、美少女遊戲类型的操作较为轻度、美少女游戏开发简单且低廉等。分析师张书乐指出，本作比其他互動式電影相比脱离了常见的小众悬疑题材，成功采用了受众广泛的恋爱题材；但又比专攻恋爱题材的美少女遊戲相比，抛弃了常用的日式动画风格，进一步拓宽了受众。财联社也援引证券机构的分析，对比称互動式電影比美少女遊戲更具真实感和代入感，与传统影视作品相比又赋予观众剧情选择权。《南方周末》的观点则指出本作明显是为男性群体服务的游戏，本作的爆红则反映出中国社会长期忽视男性的情感表达需求。
本作的流行让金融师认为互動式電影游戏会成为投资风口，引发相关公司股票暴涨。

## 后续作品
- 《完蛋！我被美女包围了！》DLC"房间里的心跳"：2024年2月5日上线，游戏背景是顾易为了赢得奖金偿还债务，前往厦门参赛，在比赛过程中与合租女主角相处，并得到她们的支持。[10]
- 《完蛋！我被美女包围了！前传》：2024年10月23日上线，游戏设定在顾易大学毕业前夕。[11]
- 《完蛋！我被美女包围了！2》：2025年7月17日上线，与前述作品的世界观不同，第二部为架空的古装剧戏，玩家扮演家丁程烨，调查家宅失火谜案。[12]